# Ctenotus strauchii
Ctenotus strauchii este o specie de șopârle din genul Ctenotus, familia Scincidae, descrisă de Boulenger 1887.

## Subspecii
Această specie cuprinde următoarele subspecii:
- C. s. strauchii
- C. s. varius